# 정대훈 (배우)
정대훈(1985년 5월 15일 ~ )은 대한민국의 배우이자 모델이다.

## 학력
- 경원대학교 신문방송학과

## 출연작

### 영화
- 《챔피언》 (2018년) - 담배학생 역
- 《걷기왕》 (2016년) - 선발전 숫자판 스탭 역
- 《지각생들》 (2012년) - 효길 역
- 《그녀의 단속반》 (2011년) - 봉구 역
- 《어디가, 어디 있었어?》 (2008년) - 보람 역
- 《연인들》 (2008년) - 소년 역
- 《기다린다》 (2007년) - 운철 역
- 《누구나 외로운 계절》 (2006년)
- 《쪼다 멜로》 (2006년) - 쪼다 역
- 《방과후 옥상》 (2006년) - 버스 학생 역
- 《눈부신 하루》 (2006년)
- 《엄마 찾아 삼만리》 (2005년) - 영수 역
- 《초승달과 밤배》 (2005년) - 상민 역
- 《웰컴 투 동막골》 (2005년) - 어린 부상자 역
- 《살인자들》 (2004년)
- 《아들과 연인》 (2004년)
- 《내 여자친구를 소개합니다》 (2004년) - 가출 소년 1 역
- 《태극기 휘날리며》 (2004년) - 인민군 소년 병사 역
- 《달아 높이 솟아라》 (2003년)
- 《몽정기》 (2002년) - 상민 역
- 《묻지마 패밀리》 (2002년) - 명진친구 1 역
- 《버스, 정류장》 (2002년) - 남학생 2 역
- 《파이란》 (2001년) - 중학생 역

## 수상
- 2007년 제1회 공주 신상옥 청년영화제 남자우수연기상